# Simbolo internazionale di soccorso

La Stella della Vita

Il simbolo internazionale di soccorso (detto anche Stella della Vita) è il simbolo che si trova su tutti i mezzi civili di soccorso sanitario. È il simbolo internazionale che identifica i servizi di soccorso medico e/o paramedico.
È formata da una croce azzurra con sei braccia con all'interno un bastone con un serpente attorcigliato, il cosiddetto bastone di Asclepio. Una stella simile, ma arancione, viene utilizzata dal personale che svolge missioni di ricerca e salvataggio.

## Storia
Il simbolo deriva dalla mitologia greca: Asclepio (poi rinominato dai romani Esculapio), figlio di Apollo, divenne col tempo adorato per le cure che dispensava. 
La credenza popolare voleva che bastasse dormire in un suo tempio per guarire i propri mali: il dio appariva in sogno e consigliava le cure. Preso da delirio di onnipotenza, oltre a dispensare cure si mise a resuscitare i morti, ma il dio degli inferi Ade se ne lamentò con Giove, il quale annientò Asclepio con una saetta. Nel 293 a.C. venne venerato dai Romani che cercavano aiuto per l'epidemia che in quel periodo stava imperversando e venne rappresentato in piedi, con un mantello e un bastone con arrotolato un serpente.
Secondo alcuni autori, sia il bastone di Esculapio, con un serpente attorcigliato, sia il caduceo di Hermes, con due serpenti, deriverebbero da un antico metodo, ancora valido, di estrazione dai tessuti sottocutanei, per arrotolamento su un bastoncino, della femmina adulta di Dracunculus medinensis (elminta diffuso in molte regioni rurali dell'Africa e del Medio Oriente); l'operazione, che poteva durare giorni, doveva essere eseguita da medici molto esperti, perché il verme non si rompesse durante l'estrazione. Se succedeva, il verme moriva nel tessuto sottocutaneo e non si poteva più estrarre.
Negli anni sessanta, negli Stati Uniti, i mezzi di soccorso vennero modificati e fece la sua comparsa una croce arancione, di colore Omaha orange (è una particolare tonalità di arancione). La possibilità di confondere il nuovo simbolo con quello della Croce Rossa innescò una protesta da parte dell'associazione stessa che riuscì a far modificare il simbolo.
Il nuovo simbolo diventò una croce azzurra con sei braccia. Nel 1973 a questo simbolo si unì il bastone col serpente.

## Significato
Ogni braccio della croce ha un ben determinato significato: 
- Detection: riconoscimento precoce
- Reporting: segnalazione precoce al servizio di emergenza sanitaria
- Response: invio precoce di un idoneo mezzo di soccorso
- On Scene Care: primo trattamento sul posto
- Care in Transit: trattamento durante il trasporto
- Transfer to Definitive Care: trasferimento ad un centro medico per cure complete

## Utilizzo
Il simbolo è ormai diventato comune, essendo presente su ogni mezzo di soccorso sanitario, come ambulanze ed automediche, fatta eccezione per i veicoli della Croce Rossa Italiana e del Sovrano Militare Ordine di Malta, per i quali la legge prevede l'utilizzo dell'emblema dell'associazione in luogo della stella.
Il suo utilizzo è regolamentato dai decreti del ministero dei trasporti inerenti alle autoambulanze e alle automediche (più correttamente "autoveicoli di soccorso avanzato con personale medico ed infermieristico a bordo") a decorrere dal 1988.